# Coenties Slip

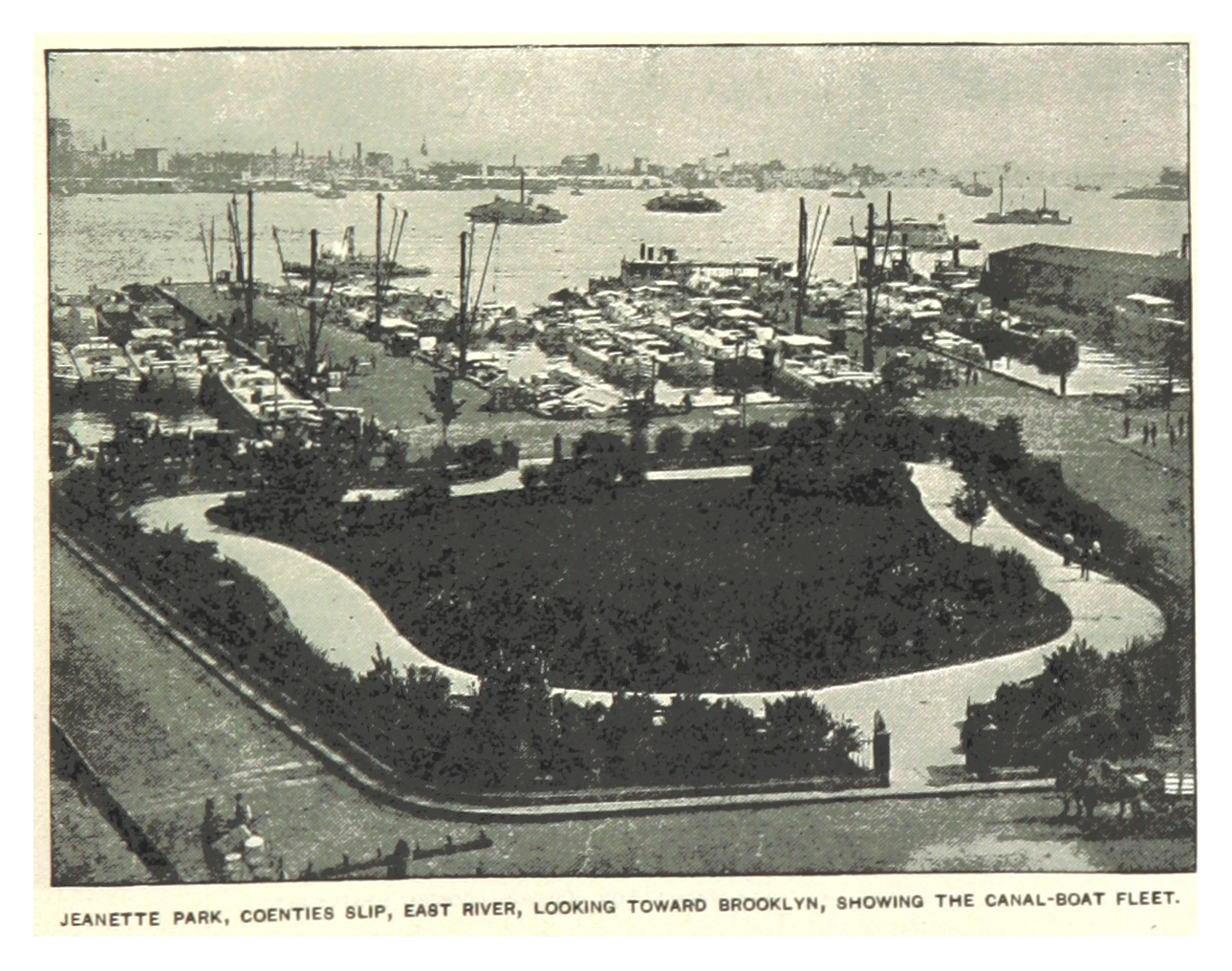
Coenties Slip en 1893

Coenties Slip es una calle en el Distrito Financiero de Manhattan, en Nueva York. Se extiende rumbo sureste por dos cuadras en el bajo Manhattan desde Pearl Street hasta South Street. Una vía peatonal corre una cuadra adicional al norte de Pearl Street hasta Stone Street.
La vía era, originalmente, una ensenada artificial en el río Este para la carga y descarga de barcos. Esta ensenada fue rellenada en 1835. Todo el largo de la vía es una calle peatonal aunque, hasta el 2013, la cuadra al norte de Water Street soportaba tráfico vehicular. 

## Historia
Coenties Slip es mencionada en la primera página de Moby Dick, de Herman Melville: pasead en torno a la ciudad en las primeras horas de una soñadora tarde de día sabático. Id desde Corlears Hook a Coenties Slip, y desde allí, hacia el norte, por Whitehall. ¿Qué veis?
Aunque está rodeada de rascacielos, una fila de edificios del siglo XIX aún se mantiene en pie a lo largo de la cuadra que está abierta al paso de vehículos. Y estos edificios son utilizados por pequeños negocios. La construcción de los rascacielos implicó la remoción de las manzanas entre las calles Water y Front y entre ésta y South Street.  Parte del edificio que hay en 55 Water Street y parte de la Plaza de los Veteranos de Vietnam se han construido en terrenos que fueron parte de Coenties Slip. Tanto Coenties Slip como Coenties Alley reciben su nombre de Conraet Ten Eyck y su esposa Antje.
Arthur Bartlett Maurice describe Coenties Slip en el libro de 1935 Magical City: “en el inicio de la vuelta, donde la vía elevada toma su rumbo hacia Pearl Street en su camino desde South Ferry hacia Hanover Square, se irguió el Stadt Huys de los días neerlandeses, el primer ayuntamiento en la isla de Manhattan. Luego que el Canal Erie fue terminado en 1825, la vuelta, entonces sólo una pequeña esquina de lo que es hoy, recibió a muchos de los botes del canal." El terreno fue rellenado en 1835 y se construyeron nuevos edificios tan sólo para ser destruidos poco después debido al gran incendio de 1835.
En el 2010, la organización Downtown Alliance propuso mejoras tanto para Coenties Slip como para Whitehall Street. Coenties Slip, entre las calles Water y Pearl, fue cerrado, pintado y convertido en una vía peatonal en el 2013. Sin embargo, una mejora permanente de 23 millones fue detenida por falta de financiamiento. En el 2018, el Departamento de Transporte de la Ciudad de Nueva York anunció mejoras permanentes como parte del proyecto de mejora de Water Street.

## Coenties Alley
Coenties Alley, antiguamente City Hall Lane, es una vía peatonal histórica que se introduce a la ciudad desde Coenties Slip. La vía va rumbo sur desde South William Street hasta Pearl Street cruzando Stone Street siendo, además, el punto que marca la discontinuidad de esta última vía. En el siglo XVII, el ayuntamiento de Nueva Amsterdam se levantó en Coenties Alley en la parte norte de Pearl Street, justo al norte de Coenties Slip.

## Artistas de Coenties Slip
Durante un tiempo, a mediados del siglo XX, en Coenties Slip se instaló un grupo de artistas estadounidenses. Desde fines de los años 1950 hasta inicios de los años 1960, los artistas Chryssa, Robert Indiana, Ellsworth Kelly, Agnes Martin, Lenore Tawney, Fred Mitchell y Jack Youngerman vivieron en esta parte del Bajo Manhattan. Estos artistas estuvieron entre un grupo de intelectuales, escritores, directores de cine y poetas que vivieron y trabajaron en Coenties Slip. 